# 伊格纳齐·莫希奇茨基

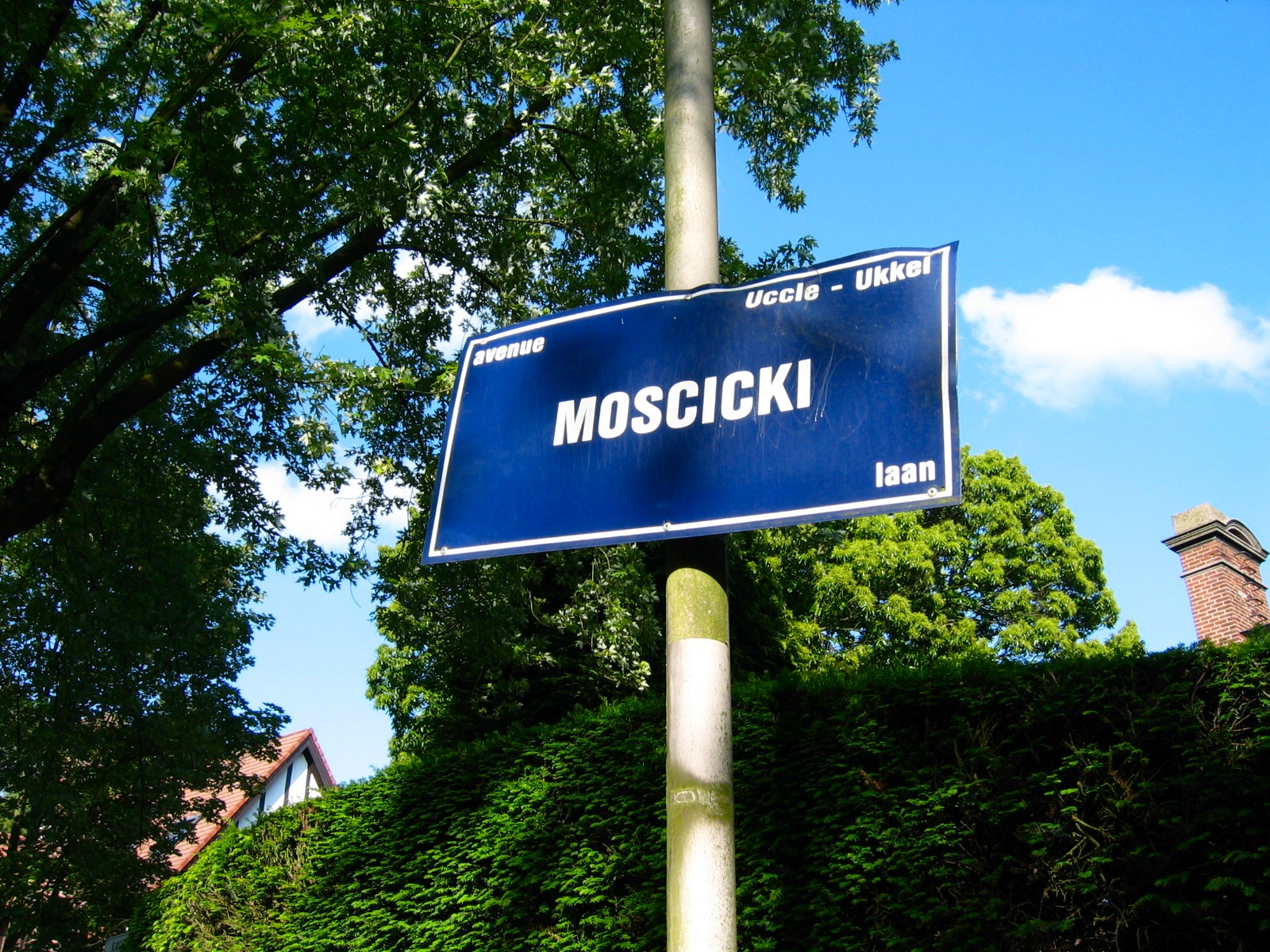
布鲁塞尔莫希奇茨基大街

伊格纳齐·莫希奇茨基（波蘭語：Ignacy Mościcki；波蘭語發音：[iɡˈnat͡sɨ mɔˈɕt͡ɕit͡skʲi]；1867年12月1日—1946年10月2日）是波兰化学家与政治家，曾任波兰总统（1926年－1939年）。他是就职时间最长且受广泛承认的波兰总统（13年）。

## 生平
1867年12月1日，伊格纳齐·莫希奇茨基在波兰切哈努夫附近的一个小村庄梅扎诺沃出生。他在华沙完成学业，之后在里加工业大学学习化学。他在那里参加波兰左翼地下组织“无产阶级党”。

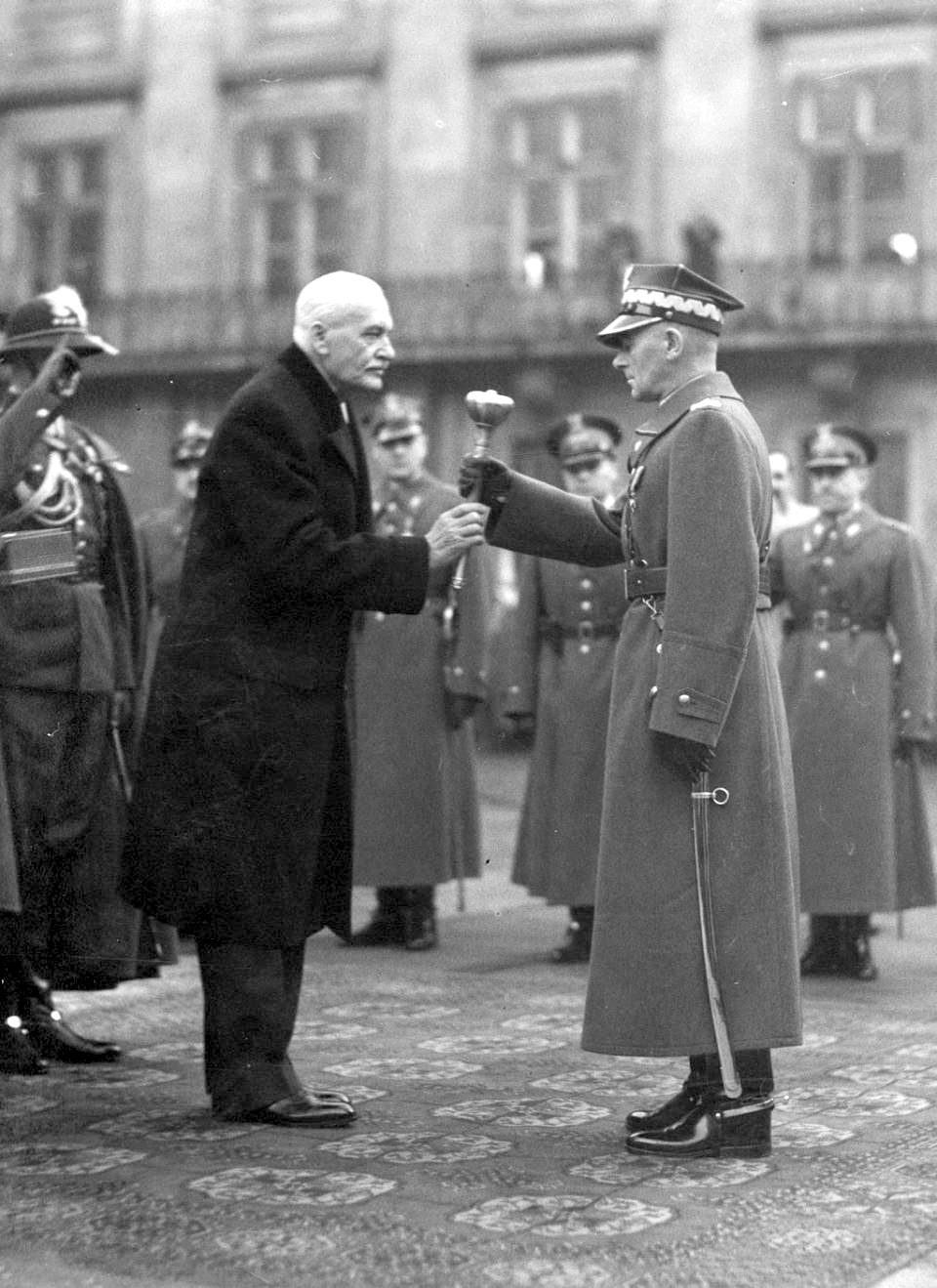
莫希奇茨基将元帅杖赐予爱德华·雷兹-希米格维

毕业后莫希奇茨基回到华沙，但是沙皇秘密警察威胁他，称要将他终身监禁在西伯利亚，他在1892年被迫移居伦敦。1896年，瑞士弗里堡大学提供给他研究生助教奖学金。他在那里取得一种廉价工业生产硝酸的方法的专利。 
1912年，莫希奇茨基迁居利沃夫，他在那里接受了利沃夫理工学院的物理化学和技术电化学教授职位。 1925年，莫希奇茨基被选为利沃夫理工学校校长，但他随后迁到华沙，以便在华沙理工大学完成他的研究。
1926年5月，约瑟夫·毕苏斯基发动政变。政变后的1926年，毕苏斯基谢绝担任总统，他推荐他从前在波兰社会党时的同僚莫希奇茨基担当此职，莫希奇茨基思虑再三后同意参选，他在国民大会上赢得选举，成为第三任波兰总统。 
身为总统与旧友，莫希奇茨基对毕苏斯基十分亲近，向来不公开体现他在任一方面与毕苏斯基之间的分歧，毕苏斯基也在国家元首礼仪方面对莫希齐茨基给予充分尊重。1933年6月莫希齐茨基在总统选举中顺利连任。1935年波兰瑟姆通过了四月宪法，改议会制为总统制，极大地扩充了总统的权力，总统不再是议会制下的虚位元首；然而不久毕苏斯基就在五月逝世，莫希齐茨基也就继续留任总统一职。毕苏斯基身故后其追随者分成三个主要派系：元老派支持莫希奇茨基作为毕苏斯基的继承者，军方支持爱德华·雷兹-希米格维，政府派系支持总理瓦莱雷·斯瓦韦克。 
为了将斯瓦韦克清除出这场权力斗争，莫希奇茨基与雷兹-希米格维达成权力分享协议，协议中斯瓦韦克作为一位具有威胁性的政客到年末时将会被边缘化。因为这份协议，雷兹-希米格维将会成为波兰的实际领导者，直到二战爆发，而莫希奇茨基持续担任总统，继续对国家事务保持影响力。
莫希奇茨基是所谓“上校政权”中重要的温和派人物，而雷兹-希米格维的政治理念更加偏右，萨纳齐亚政权具有这个名字是因为波兰政府中军官占有重要地位。莫希奇茨基反对雷兹-希米格维的很多过分民族主义的主张，但他们的协议却未受影响。 
莫希奇茨基一直担任总统直到1939年9月二战爆发，由於波兰在战役中迅速被德军击败，莫希齐茨基率领政府紧急撤出华沙流亡到罗马尼亚境内。然而当时的罗马尼亚国王卡罗尔二世采取亲德政策，政府全员遭到软禁。莫希齐茨基希望能够将政府迁至法国，但罗马尼亚当局坚持波兰政府成员只有在声明放弃公职后才被准许离境，无奈之下莫希齐茨基只得将总统一职移交给参议院议长瓦迪斯瓦夫·拉奇凯维奇。
1939年12月，在法国达拉第政府的施压下，莫希奇茨基被罗马尼亚当局释放，并被允许迁居中立国瑞士，他在那里渡过二战岁月。1946年10月2日，他在日内瓦附近的家中去世。